# Atherigona integrifemur
Atherigona integrifemur este o specie de muște din genul Atherigona, familia Muscidae, descrisă de Fritz Isidore van Emden în anul 1940.
Este endemică în Kenya. Conform Catalogue of Life specia Atherigona integrifemur nu are subspecii cunoscute.